# Nils Willbrandt
Nils Willbrandt (geboren 1967) ist ein deutscher Filmregisseur und Drehbuchautor.

## Leben
Willbrandt studierte ab 1987 an der Ludwig-Maximilians-Universität München Kommunikationswissenschaften, Politikwissenschaften und Medienrecht und schloss 1993 mit Magister ab. Daran schloss sich 1994 bis 1998 ein Aufbaustudium Film an der Universität Hamburg an. 1989/1990 verbrachte er ein paar Monate in New York City und nahm dort Schauspiel- und Dramaturgieunterricht am Herbert Berghof Studio. Nebenher war er journalistisch tätig für Sat.1, den Springer Auslandsdienst und das Schweizer Fernsehen.
Als Filmregisseur drehte er zunächst einige Kurzfilme, war im Kinofilm Happy Weekend auch einmal als Darsteller zu sehen, bekam zu Beginn der 2000er Jahre dann zunehmend Fernsehaufträge. Von 2004 bis 2007 war er für die Fernsehserie SOKO Wismar Regisseur bei elf Episoden. Ab 2008 war er etabliert in der TV-Krimi-Oberklasse und übernahm stetig für Tatort und Polizeiruf 110 Regie-Aufträge, mehrfach sogar einschließlich Drehbuch. Erst 2014 gelang es ihm, auch wieder außerhalb des Krimi-Genres zu arbeiten. Seine Verfilmung von Lale Akgüns Roman Tante Semra im Leberkäseland, für die er bei ARD Degeto/Ziegler Film das Drehbuch und die Regie übernahm, brachte ihm 2016 den Civis – Europas Medienpreis für Integration in der Sparte Unterhaltung ein. Für die österreichische Filmproduktionsgesellschaft Mona Film drehte er 2015 zudem die TV-Miniserie Pregau – Kein Weg zurück.
Nils Willbrandt lebt mit seiner Familie in Berlin.

## Filmografie
- 1996: Ohne Hose, Kurzfilm (Regie)
- 1996: Happy Weekend (Darsteller, Dramaturgie)
- 2000: Mordkommission, Fernsehserie (Regie in 2 Episoden)
- 2000: 30 Jahre Peter Maffay, TV-Doku (Regie)
- 2002: Sterne, die nie untergehen – Atlantic Affairs (Regie, Drehbuch)
- 2004–2007: SOKO Wismar, TV-Serie (Regie in 11 Episoden)
- 2007: Nichts ist vergessen, TV-Spielfilm (Regie)
- 2007: Der Dicke, TV-Serie (Regie in 2 Episoden)
- 2008: Tatort: Unbestechlich (Regie)
- 2009: Polizeiruf 110: Falscher Vater (Regie, Drehbuch)
- 2009: Tatort: Oben und unten (Regie)
- 2009: Die Machtergreifung, Dokumentarfilm-Reihe (Regie in 3 Episoden)
- 2009: Schuldig TV-Spielfilm (Regie)
- 2010: Tatort: Leben gegen Leben (Regie, Drehbuch)
- 2011: Tatort: Mord in der ersten Liga (Regie, Drehbuch-Mitarbeit)
- 2011: Polizeiruf 110: Zwei Brüder (Regie)
- 2012: Roter Schnee (Regie)
- 2012: Blutadler (Regie)
- 2013: Tod in den Bergen, TV-Krimi (Regie)
- 2014: Polizeiruf 110: Abwärts (Regie)
- 2015: Brandmal (Drehbuch)
- 2015: Leberkäseland, TV-Spielfilm, (Regie, Drehbuch)
- 2016: Pregau – Kein Weg zurück (Regie, Drehbuch)
- 2017: Für dich dreh ich die Zeit zurück (Regie)
- 2018: Kommissarin Lucas – Das Urteil (Regie)
- 2019: Kommissarin Lucas – Polly (Regie)
- 2019: Schuld nach Ferdinand von Schirach (Regie in 4 Episoden)
- 2021: Ferdinand von Schirach: Feinde (Fernsehfilm)

## Auszeichnungen
- 2007: International TV Festival Bar Montenegro, Bronzene Olive für Nichts ist vergessen
- 2016: Europäischer CIVIS Fernsehpreis Sparte Unterhaltung für den Film Leberkäseland
- 2016: Juliane-Bartel-Preis, Bester Film, Leberkäseland[5]